# ماريا دي لا فيوينت
ماريا دي لا فيوينت (بالإسبانية: María de la Fuente)‏ هي عارضة وممثلة مكسيكية، ولدت في 9 فبراير 1983 في مدينة مكسيكو في المكسيك.

## وصلات خارجية
- ماريا دي لا فيوينت على موقع IMDb (الإنجليزية)
- ماريا دي لا فيوينت على موقع قاعدة بيانات الفيلم (الإنجليزية)